# Cheryl Noble
Cheryl Noble, född den 29 september 1956 i Victoria, British Columbia, Kanada, är en kanadensisk curlingspelare.
Hon tog OS-brons i damernas curlingturnering i samband med de olympiska curlingtävlingarna 2002 i Salt Lake City.